# Cabusao
Cabusao è una municipalità di quinta classe delle Filippine, situata nella Provincia di Camarines Sur, nella Regione del Bicol.
Cabusao è formata da 9 baranggay:
- Barcelonita
- Biong
- Camagong
- Castillo
- New Poblacion
- Pandan
- San Pedro
- Santa Cruz
- Santa Lutgarda (Pob.)